# Carles de Borbó-Dues Sicílies (infant d'Espanya)

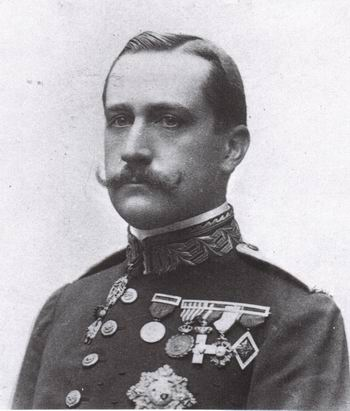
El príncep Carles de Borbó-Dues Sicílies, infant d'Espanya.

Escut de Carles de Borbó-Dues Sicílies.

Carles de Borbó-Dues Sicílies (batejat com a Carlo Maria Francesco di Assisi Pasquale Fernando Antonio di Padova Francesco di Paola Alfonso Andrea Avelino Tancredi di Borbone). (Gries 1870 - Sevilla 1949). Príncep de les Dues Sicílies amb grau d'altesa reial i infant d'Espanya des de 1901.

## Biografia
Nascut el dia 10 de novembre de 1870 a Gries, sent fill del cap de la casa reial de les Dues Sicílies Alfons de Borbó-Dues Sicílies i de la princesa Maria Antonieta de Borbó-Dues Sicílies. Era net per via paterna del rei Ferran II de les Dues Sicílies i de l'arxiduquessa Maria Teresa d'Àustria i per via materna del príncep Francesc de Borbó-Dues Sicílies i de l'arxiduquessa Maria Isabel d'Àustria-Toscana.
L'any 1901 es casà amb la infanta Maria de la Mercè d'Espanya i adquirí el títol d'Infant d'Espanya amb el grau d'altesa reial. La princesa era filla del rei Alfons XII d'Espanya i de l'arxiduquessa Maria Cristina d'Àustria. Pocs anys després de la mort de la seva primera esposa el 1905 contragué matrimoni amb la princesa Lluïsa d'Orleans, filla del comte Felip d'Orleans cap de la casa reial dels Orleans i de la infanta Maria Isabel d'Orleans.
Al contraure matrimoni amb la seva primera esposa, Carles renuncià als seus drets sobre l'inexistent tron de les Dues Sicílies i adquirí la nacionalitat espanyola i el títol d'Infant d'Espanya amb la dignitat d'altesa reial. La renúncia es feu extensiva a la seva descendència que ocuparia una posició en la successió a la Corona espanyola com a descendents de la princesa d'Astúries. L'any 1960 moria sense descendència masculina (impera la Llei Sàlica) el cap de la casa reial de les Dues Sicílies el duc Ferran de Borbó-Dues Sicílies, aquest fet feú que el fill de Carles, l'infant Alfons de Borbó-Dues Sicílies reclamés els seus drets successoris. Ara bé, el germà, el príncep Rainier de Borbó-Dues Sicílies reclamà els seus drets en base de la renúncia realitzada per Carles l'any 1900. A partir d'aquí s'inicià el tens debat entre els diferents prínceps de les Dues Sicílies que encara avui no és resolt. Mentre que la majoria de les cases reial reconeixen Rainier i els seus descendents, la casa reial espanyola reconeix als descendents de Carles.
Carles tingué la següent descendència:
- SAR l'infant Alfons de Borbó-Dues Sicílies nat a Madrid el 1901 i mort a Madrid el 1964. Es casà amb la princesa Alícia de Borbó-Parma.

- SAR la infanta Isabel de Borbó-Dues Sicílies, princesa de les Dues Sicílies (1904–1985). Es casà amb el Compte Jan Zamoyski (1900-1961).

- SAR l'infant Carles de Borbó-Dues Sicílies, nat a Madrid el 1908 i mort en acció el 1936 durant la Guerra Civil Espanyola.

- SAR la infanta Maria Dolors de Borbó-Dues Sicílies, nada a Madrid el 1909 i morta el 1996. Es casà amb el príncep polonès Josep August Czartoryski, i en segones núpcies amb Carlos Chias i Osorio.

- SAR la infanta Maria de la Mercè de Borbó-Dues Sicílies, nada a Madrid el 1910 i morta a Lanzarote el 2000. Es casa amb Joan de Borbó, comte de Barcelona.

- SAR la infanta Maria de l'Esperança de Borbó-Dues Sicílies, nada a Madrid el 1914 i morta a Villamanrique de la Condesa Sevilla el 2005. Es casà amb el príncep Pere Gastao d'Orleans-Bragança.

## Càrrecs públics
En 1927 fou nomenat membre de l'Assemblea Nacional Consultiva per dret propi.